# SBS의 텔레비전 프로그램 목록
다음은 SBS의 텔레비전 프로그램의 관련 작품을 통해 발표된 순서로 나열 및 정리한 것이다.
- 표기 방식
  - 장르 프로그램 제목 (방송 기간)

- 장르 구분

| S  | 보도 · 시사        |
| I  | 교양               |
| DO | 다큐멘터리         |
| V  | 연예 · 오락 · 예능 |
| M  | 음악               |
| Q  | 퀴즈               |
| DR | 국내 드라마        |
| F  | 외화 드라마        |
| AN | 만화 · 애니메이션  |

## ㄱ
- DR 가문의 영광 HD (2008년 10월 11일 ~ 2009년 4월 19일)
- DR 가족 만들기 (2002년 9월 20일)
- DR 가족사진 HD (2012년 9월 29일)
- DR 가족의 탄생 HD (2012년 12월 5일 ~ 2013년 5월 17일)
- DO 감성여행 내 안의 쉼표 HD (2010년 10월 18일 ~ 2011년 2월 21일 | 2013년 2월 13일 ~ )
- DO 감성여행 떠난다면 그들처럼 HD (2011년 12월 2일 ~ 2011년 12월 30일)
- DO 감성여행 쉼표 HD (2012년 4월 13일 ~ 2012년 8월 17일 | 2012년 10월 31일 ~ 2013년 2월 6일)
- DR 강남엄마 따라잡기 HD (2007년 6월 25일 ~ 2007년 8월 21일)
- DR 강남 스캔들 HD (2018년 11월 26일 ~ 2019년 5월 17일)
- V 강심장 HD (2009년 10월 6일 ~ 2013년 2월 12일)
- AN 개구리 왕눈이 (1999년)
- V 개그 투나잇 HD (2011년 11월 5일 ~ 2013년 4월 6일)
- AN 거북이 특공대 (1992년, 1994년)
- AN 거북이 특공대 Z  (2006년 9월 21일 ~ 2007년 5월 31일 | 2008년 6월 17일 ~ 2008년 10월 21일)
- I 건강 스페셜 (2004년 10월 11일 ~ 2007년 2월 5일)
- DR 건빵선생과 별사탕  (2005년 4월 13일 ~ 2005년 6월 2일)
- DR 검사 프린세스 HD (2010년 3월 31일 ~ 2010년 5월 20일)
- V 게임 쇼! 즐거운 세상 HD (2001년 2월 10일 ~ 2012년 3월 31일)
- DR 게임의 여왕 HD (2006년 11월 18일 ~ 2007년 1월 28일)
- V 결정! 맛대맛 HD (2003년 5월 13일 ~ 2007년 11월 28일)
- DR 결혼의 여신 HD (2013년 6월 29일 ~ 2013년 10월 27일)
- I 경제, 아는 만큼 보인다 (2004년 3월 9일)
- DR 경찰특공대 (2000년 7월 19일 ~ 2000년 9월 7일)
- DR 고독의 문 (1991년 12월 10일 ~ 1992년 5월 15일)
- DR 고래의 꿈 (1991년 12월 9일)
- AN 고미의 만화 호기심 천국 (2005년 7월 4일 ~ 2006년 1월 24일 | 2008년 4월 18일 ~ 2008년 5월 1일)
- V 고쇼 HD (2012년 4월 6일 ~ 2012년 12월 21일)
- DR 고스트 팡팡 HD (2007년 2월 14일 ~ 2007년 9월 13일)
- AN 고슴도치 소닉 (1995년 | 1997년)
- DR 골뱅이 (2000년 10월 16일 ~ 2001년 11월 16일)
- V 공통점을 찾아라 HD (2008년 3월 21일 ~ 2008년 10월 17일)
- V 괜찮아 U  (2009년 10월 14일 ~ 2010년 6월 9일)
- DR 괜찮아, 아빠딸 HD (2010년 11월 22일 ~ 2011년 1월 18일)
- I 굿모닝! 세상은 지금 (2007년 5월 6일 ~ 2008년 10월 19일)
- V 궁금한 이야기 Y HD (2009년 10월 9일 ~ )
- DR 귀엽거나 미치거나  (2005년 2월 28일 ~ 2005년 6월 27일)
- DR 그 겨울, 바람이 분다 HD (2013년 2월 13일 ~ 2013년 4월 3일)
- DR 그 여자  (2005년 12월 9일 ~ 2006년 2월 17일)
- DR 그 여자가 무서워 HD (2007년 10월 8일 ~ 2008년 4월 18일)
- I 그것이 알고 싶다 HD (1992년 3월 31일 ~ 1995년 8월 19일, 1996년 10월 14일 ~ )
- DR 그대, 웃어요 HD (2009년 9월 26일 ~ 2010년 3월 7일)
- DR 그래도 당신 HD (2012년 5월 21일 ~ 2012년 12월 3일)
- DR 그린 로즈 HD (2005년 3월 19일 ~ 2005년 5월 29일)
- AN 그린세이버  (2009년 11월 9일 ~ 2010년 4월 6일)
- I 금요 컬처클럽 (2000년 3월 24일 ~ 2008년 11월 28일)
- I 금요골프 (1991년 12월 13일~ 1998년 10월 30일)
- S 금요스포츠 HD (2009년 1월 16일 ~ 2009년 12월 18일)
- V 금요일엔 수다다 HD (2013년 5월 18일 ~ 2014년 10월 11일)
- AN 기가 트라이브  (2008년 10월 8일 ~ 2009년 2월 4일)
- AN 기동전함 나데카 (1999년 3월 23일 ~ 1999년 6월 22일)
- V 기분전환 수요일 (2002년 4월 3일 ~ 2002년 10월 30일)
- V 기쁜 우리 토요일 (1994년 2월 5일 ~ 2001년 3월 10일)
- V 기적의 오디션 HD (2011년 6월 24일 ~ 2011년 10월 14일)
- I 긴급출동! SOS 24  (2005년 11월 1일 ~ 2011년 4월 15일)
- I 김미화의 U ( → ) HD (2005년 12월 1일 ~ 2008년 5월 1일)
- V 김용만, 신동엽의 즐겨찾기 HD (2004년 5월 4일 ~ 2005년 10월 25일)
- V 김용만, 지석진의 사이다  (2007년 9월 21일)
- M 김윤아의 뮤직웨이브 HD (2005년 8월 2일 ~ 2006년 9월 28일)
- M 김정은의 초콜릿 ( → ) HD (2008년 3월 11일 ~ 2011년 3월 20일)
- I 김제동의 황금나침반  (2009년 5월 15일)
- V 김혜수의 플러스 유 (1998년 9월 23일 ~ 2000년 8월 2일)
- V 깊은 밤 전영호 쇼 (1995년 7월 12일 ~ 1996년 1월 3일)
- V 깜짝 비디오쇼 (1993년 4월 29일 ~ 1994년 4월 14일)
- I 깜짝! 스토리랜드 (2002년 7월 16일 ~ 2003년 1월 26일)
- AN 꼬꼬리코 돌격대 (1994년 8월 3일 ~ 1995년)
- AN 꼬마공룡 딩크 (1995년)
- AN 꼬마탐정 가제트 (2004년)
- AN 꼬잉꼬잉 이솝극장 HD (2008년 5월 8일 ~ 2008년 6월 5일 | 2009년 9월 30일 ~ 2009년 11월 12일)
- DR 꽃보다 여자  (2005년 4월 22일 ~ 2005년 7월 1일)
- AN 꾀돌이 삼총사 (1996년)
- V 꾸러기 대행진 (1992년 3월 29일 ~ 1992년 8월 16일)
- I 꾸러기 탐구생활 HD (2010년 1월 13일 ~ )
- DR 꿈의 궁전 (1997년 1월 4일 ~ 1997년 6월 29일)
- AN 꿈의 보석 프리즘스톤 HD (2013년 2월 13일 ~ 2013년 8월 7일)
- DR 그래, 그런거야 HD (2016년 2월 13일 ~ 2016년 8월 21일)
- V 기분 좋은 밤 (1998년 10월 16일 ~ 2001년 10월 26일)

## ㄴ
- I 남편은 요리사 (1991년 12월 10일 ~ 1994년 1월 29일)
- AN 내일은 월드컵 (1995년 ~ 1996년 | 1998년 ~ 1998년 6월 11일)
- AN 늑대기사 실반 (1996년)
- AN 노트르담의 천사 (1996년)
- AN 날아라 번개호 (1996년)
- DR 남자 대탐험 (1996년 6월 12일 ~ 1996년 8월 1일)
- S 나이트라인 스포츠 (1999년 3월 2일 ~ )
- DR 뉴욕스토리 (1997년 10월 25일 ~ 1998년 2월 28일)
- AN 나나의 환상여행 (1998년 ~ 1998년 7월 17일)
- DR 내 마음을 뺏어봐 (1998년 3월 25일 ~ 1998년 5월 14일)
- V 남희석, 이휘재의 멋진 만남 (1999년 2월 20일 ~ 2000년 10월 14일)
- IAN 내 친구 바나바나 (1999년 3월 1일 ~ 1999년 10월 29일)
- AN 내 친구 팅구 (2001년 ~ 2002년)
- AN 냠냠 맛있는 동화 (2002년 2월 9일 ~ 2002년 3월 26일)
- DR 나쁜 여자들 (2002년 5월 8일 ~ 2002년 6월 27일)
- DR 남자가 사랑할 때  (2004년 9월 30일 ~ 2004년 11월 18일)
- M 낭만 콘서트 HD (2004년 10월 9일 ~ 2005년 4월 23일)
- DR 내 사랑 토람이 HD (2005년 1월 7일)
- DR 나도야 간다 HD (2006년 5월 21일 ~ 2006년 8월 4일)
- DR 내 사랑 못난이 HD (2006년 8월 11일 ~ 2006년 10월 13일)
- DR 눈꽃 HD (2006년 11월 20일 ~ 2007년 1월 8일)
- F 넘버스  (2007년 2월 22일 ~ 2007년 5월 17일)
- DR 내 남자의 여자 HD (2007년 4월 2일 ~ 2007년 6월 19일)
- DR 날아오르다 HD (2007년 8월 24일 ~ 2007년 10월 26일)
- V 내가 진짜 스타 HD (2008년 9월 15일, 2010년 9월 23일)
- F 넘버스 2 HD (2008년 10월 25일 ~ 2009년 2월 21일)
- DR 녹색마차 HD (2009년 5월 11일 ~ 2009년 10월 2일)
- I 농비어천가 ( →  → )  HD (2009년 6월 19일 ~ 2011년 11월 25일)
- DR 나쁜 남자 HD (2010년 5월 26일 ~ 2010년 8월 5일)
- DR 나는 전설이다 HD (2010년 8월 2일 ~ 2010년 9월 21일)
- DR 내 여자친구는 구미호 HD (2010년 8월 11일 ~ 2010년 9월 30일)
- DR 내사랑 내곁에 HD (2011년 5월 7일 ~ 2011년 10월 23일)
- DR 내게 거짓말을 해봐 HD (2011년 5월 9일 ~ 2011년 6월 28일)
- DO 남겨진 미래, 남극 HD (2011년 5월 15일 ~ 2011년 6월 5일)
- S 나경원, 시민과의 대화 HD (2011년 10월 7일)
- DR 내일이 오면 HD (2011년 10월 29일 ~ 2012년 4월 22일)
- DR 널 기억해 HD (2011년 1월 20일)
- DR 내 딸 꽃님이 HD (2011년 11월 14일 ~ 2012년 5월 18일)
- DR 내 인생의 단비 HD (2012년 4월 2일 ~ 2012년 8월 31일)
- DR 너라서 좋아 HD (2012년 9월 3일 ~ 2013년 2월 15일)
- DR 내 사랑 나비부인 HD (2012년 10월 27일 ~ 2013년 4월 7일)
- DR 난타 HD (2012년 12월 10일)
- DR 내 연애의 모든 것 HD (2013년 4월 4일 ~ 2013년 5월 29일)
- DR 너의 목소리가 들려 HD (2013년 6월 5일 ~ 2013년 8월 1일)
- I 날씨와 생활 HD (2005년 7월 4일 ~ 2015년 7월 3일)
- I 네트워크 현장! 고향이 보인다 HD (2008년 6월 2일 ~ )
- V 놀라운 대회 스타!킹 HD (2007년 1월 13일 ~ 2015년 8월 22일)
- DO 내 마음의 크레파스  HD (2008년 5월 6일 ~ 2016년 2월 2일)
- AN 내 친구 해치 HD (2010년 7월 25일 ~ 2011년 1월 30일)
- DO 네트워크 특선 HD (2012년 11월 18일 ~ )
- F 늑대미녀 (1991년 ~ 1992년)

## ㄷ
- V 독점! 연예정보 (1991년 12월 21일 ~ 1994년 1월 24일)
- AN 돈키호테 (1992년)
- V 대결! 20/40 (1993년 4월 26일 ~ 1994년 10월 18일)
- V 달리는 TV 그것을 찾아라 (1993년 5월 1일 ~ 1994년 4월 13일)
- AN 달려라 부메랑 (1994년)
- DR 다시 만날 때까지 (1995년 2월 22일 ~ 1995년 5월 11일)
- V 더 스타쇼 (2008년 4월 28일 ~ 2008년 6월 30일)
- AN 돌격! 파워팀 (1995년)
- AN 독수리 오형제 (1996년)
- DR 도둑 (1996년 4월 17일 ~ 1996년 6월 6일)
- DR 도둑의 딸 (2000년 5월 29일 ~ 2000년 9월 26일)
- I 도전! 불가능은 없다 (1996년 10월 7일 ~ 1998년 11월 7일)
- AN 들장미 소녀 린 (1997년)
- AN 달려라 번개호 (1996년)
- DR 달팽이 (1997년 10월 8일 ~ 1997년 12월 11일)
- DR 다큐X (1997년 10월 30일 ~ 1998년 3월 5일)
- DR 댁의 남편은 어떠십니까? (1998년 4월 13일 ~ 1998년 7월 9일)
- DR 단단한 놈 (1998년 12월 9일 ~ 1998년 12월 31일)
- AN 둘리의 배낭여행 (1999년 ~ 2001년)
- AN 드래곤볼  (2000년 5월 15일 ~ 2001년)
- DR 돈.com (2000년 5월 20일 ~ 2000년 7월 30일)
- I 도전! 퀴즈 퀸 HD (2000년 5월 22일 ~ 2003년 5월 9일)
- AN 두꺼비 순찰대 (2000년 7월 ~ 2000년 8월)
- AN 동글동글 해롱이 (2001년 3월 19일 ~ 2002년)
- DR 대박가족  (2002년 2월 25일 ~ 2003년 2월 28일)
- AN 드래곤볼 Z  (2002년 7월 22일 ~ 2003년 6월 30일)
- DR 대망 HD (2002년 10월 12일 ~ 2003년 1월 5일)
- DR 똑바로 살아라  (2002년 11월 5일 ~ 2003년 10월 31일)
- DR 도토리묵 HD (2003년 2월 1일)
- I 도전! 100만달러 초능력자를 찾아라 (2003년 2월 16일 ~ 2003년 4월 13일)
- DR 때려  (2003년 10월 8일 ~ 2003년 11월 27일)
- DR 돌아온 싱글  (2005년 6월 8일 ~ 2005년 7월 21일)
- V 도전! 하이&로 (2005년 7월 5일 ~ 2005년 10월 25일)
- DR 다이아몬드의 눈물  (2005년 9월 23일 ~ 2005년 12월 2일)
- AN 두근두근 비밀친구  (2005년 12월 6일 ~ 2007년 1월 9일 | 2010년 5월 10일 ~ 2010년 8월 3일)
- AN 듀얼 마스터즈  (2006년 2월 ~ 2006년 9월 14일)
- DR 돌아와요 순애씨 HD (2006년 7월 12일 ~ 2006년 8월 31일)
- DR 독신천하 HD (2006년 9월 25일 ~ 2006년 11월 7일)
- DR 달려라! 고등어 HD (2007년 5월 12일 ~ 2007년 6월 30일)
- F 닥터 하우스 HD (2007년 9월 28일 ~ 2007년 12월 22일)
- VQ 대결 8대1  (2008년 1월 21일 ~ 2008년 4월 21일)
- DR 도쿄, 여우비 HD (2008년 6월 2일 ~ 2008년 6월 10일)
- DR 달콤한 나의 도시 HD (2008년 6월 6일 ~ 2008년 8월 1일)
- I 디자인 성공시대  (2008년 10월 28일 ~ 2009년 3월 25일)
- I 대한민국 국민고시 HD (2008년 10월 31일 ~ 2009년 6월 9일 | 2010년 10월 9일)
- DR 떼루아 HD (2008년 12월 1일 ~ 2009년 2월 17일)
- I 대한민국 쿡 HD (2009년 2월 20일 ~ 2009년 9월 7일, 2009년 12월 31일)
- F 닥터 하우스 2 HD (2009년 2월 28일 ~ 2009년 5월 17일)
- DR 두 아내 HD (2009년 5월 4일 ~ 2009년 11월 30일)
- V 대결! 스타셰프 HD (2009년 6월 19일 ~ 2009년 9월 25일)
- DR 드림 HD (2009년 7월 27일 ~ 2009년 9월 29일)
- DR 당돌한 여자 HD (2010년 3월 2일 ~ 2010년 7월 30일)
- AN 드림킥스 HD (2010년 6월 7일 ~ 2010년 7월 12일)
- DR 당신의 천국 HD (2010년 9월 23일)
- DR 닥터 챔프 HD (2010년 9월 27일 ~ 2010년 11월 16일)
- DR 대물 HD (2010년 10월 6일 ~ 2010년 12월 23일)
- V 달콤한 고향 나들이, 달고나 ( → ) HD (2010년 12월 25일 | 2011년 4월 22일 ~ 2011년 8월 26일 | 2011년 9월 12일)
- DR 당신이 잠든 사이 HD (2011년 5월 16일 ~ 2011년 11월 9일)
- DR 더 뮤지컬 HD (2011년 9월 2일 ~ 2011년 12월 23일)
- DR 도롱뇽도사와 그림자 조작단 HD (2012년 1월 27일 ~ 2012년 3월 30일)
- AN 동화 속 과학탐험 HD (2012년 6월 4일 ~ 2012년 11월 26일)
- DR 다섯 손가락 HD (2012년 8월 4일 ~ 2012년 11월 25일)
- DR 대풍수 HD (2012년 10월 2일, 2012년 10월 10일 ~ 2013년 2월 7일)
- DR 드라마의 제왕 HD (2012년 11월 5일 ~ 2013년 1월 7일)
- V 땡큐 HD (2012년 12월 28일 ~ 2013년 1월 1일, 2013년 3월 1일 ~ 2013년 8월 9일)
- DR 돈의 화신 HD (2013년 2월 2일 ~ 2013년 4월 21일)
- DR 당신의 여자 HD (2013년 2월 18일 ~ 2013년 8월 2일)
- M 더 스테이지 - 빅 플레저 HD (2013년 2월 28일 ~ 2013년 6월 13일)
- V 도전! 1000곡 HD (2000년 10월 22일 ~ 2008년 3월 30일 | 2008년 4월 6일 ~ 2014년 6월 22일)
- DR 두 여자의 방 HD (2013년 8월 5일 ~ 2014년 1월 17일)
- DR 따뜻한 말 한마디 HD (2013년 12월 2일 ~ 2014년 2월 25일)
- DO 달콤한 나의 도시 HD (2014년 8월 27일 ~ 2014년 10월 29일)
- DR 떴다! 패밀리 HD (2015년 1월 3일 ~ 2015년 3월 15일)
- V 동상이몽 괜찮아 괜찮아 HD (2015년 4월 25일 ~ 2016년 7월 18일)
- DR 돌아와요 아저씨 HD (2016년 2월 24일 ~ 2016년 4월 14일)
- V 두남자쇼 (2000년 10월 31일 ~ 2001년 11월 27일)
- V 도시의 법칙 HD (2014년 6월 11일 ~ 2014년 8월 20일)

## ㄹ
- AN 롤러왕 파워킹 (1994년)
- DR 로펌 (2001년 6월 6일 ~ 2001년 7월 26일)
- AN 로봇 용사! 다그온! (2001년 11월 27일 ~ 2002년)
- DR 레츠고 (2002년 3월 18일 ~ 2002년 6월 28일)
- DR 라이벌 (2002년 8월 3일 ~ 2002년 10월 6일)
- DR 러브 스토리 인 하버드  (2004년 11월 22일 ~ 2005년 1월 11일)
- V 러브투나잇 (2002년 11월 6일 ~ 2003년 2월 5일)
- DR 루루공주  (2005년 7월 27일 ~ 2005년 9월 29일)
- AN 라즈베리 타임즈  (2006년 11월 6일 ~ 2007년 9월 21일)
- F 로마  (2006년 11월 9일 ~ 2007년 2월 15일)
- DR 로비스트 HD (2007년 10월 10일 ~ 2007년 12월 26일)
- F 로마 2  (2008년 9월 20일 ~ 2008년 10월 18일)
- AN 레츠 고!! MBA HD (2009년 10월 21일 ~ 2010년 4월 29일 | 2010년 12월 1일 ~ 2011년 4월 6일)
- S 로드 투 평창 HD (2012년 1월 8일 ~ 2012년 4월 1일, 2012년 11월 1일 ~ 2013년 3월 22일)
- V 류시원 황현정의 NOW (2001년 12월 4일 ~ 2002년 7월 9일)
- V 일요일이 좋다 런닝맨 HD(2010년 7월 11일 ~ )
- DR 리멤버 아들의 전쟁 HD (2015년 12월 9일 ~ 2016년 2월 18일)
- F 루이스 앤 클락 (1995년 ~ 1996년)
- V 라면 당기는 시간 HD (2020년 9월 30일 ~ 2020년 10월 1일)

## ㅁ
- V 멋진만남 (2000년 9월 2일 ~ 2000년 10월 14일)
- SI 모닝와이드 HD (1991년 12월 10일 ~ )
- AN 마크로스 (1993년, 1999년 1월 20일 ~ 1999년)
- AN 만화잔치 (1991년 12월 15일 ~ 1998년)
- DR 물 위를 걷는 여자 (1992년 9월 7일 ~ 1992년 10월 27일)
- DR 모래위의 욕망 (1992년 10월 31일 ~ 1993년 4월 18일)
- DR 모닥불에 바친다 (1992년 11월 2일 ~ 1992년 12월 22일)
- AN 몽키 삼총사 (1993년)
- AN 밀림의 왕자 레오 (1994년 ~ 1995년)
- DR 모래시계 (1995년 1월 9일 ~ 1995년 2월 16일)
- AN 마스크 (1996년)
- DR 모델 (1997년 4월 9일 ~ 1997년 8월 7일)
- DR 미스 & 미스터 (1997년 5월 26일 ~ 1997년 10월 15일)
- AN 마법소녀 리나 (1997년 10월 13일 ~ 1998년 2월 3일)
- AN 마법기사 레이어스 (1997년 10월 27일 ~ 1998년 2월 6일)
- DR 미스터 Q (1998년 5월 20일 ~ 1998년 7월 16일)
- AN 무지개 요정 큐티 하니 (1998년 6월 22일 ~ 1998년 8월 25일)
- DR 미우나 고우나 (1998년 10월 19일 ~ 1999년 4월 9일)
- I 밀레니엄 탐험, 리얼 코리아 (1999년 ~ 2004년)
- V 머리가 좋아지는 TV (1999년 ~ 2000년)
- V 머나먼 쏭바강 (1993년 11월 5일 ~ 1994년 1월 25일)
- IAN 마법의 섬 띠또띠또 (2000년 4월 17일 ~ 2001년)
- F 메가레인저 (2000년)
- M 뮤직엔터 (2000년 7월 25일 ~ 2001년 4월 17일)
- AN 몬스터 팜  (2001년 6월 7일 ~ 2001년)
- AN 미래전사 드래곤 파이터 (2001년 7월 23일 ~ 2001년 8월 2일)
- DR 명랑소녀 성공기 (2002년 3월 15일 ~ 2002년 5월 2일)
- AN 매직 스워드  (2003년 5월 5일)
- AN 미래전사 그레이트 건더  (2003년 2월 12일 ~ 2003년 5월 7일)
- DR 매직 HD (2004년 8월 28일 ~ 2004년 10월 17일)
- DR 마지막 춤은 나와 함께 HD (2004년 10월 23일 ~ 2005년 1월 2일)
- AN 마법신화 라그나로크  (2005년 1월 5일 ~ 2005년 4월 7일)
- DO 미래 동물 대탐험 (2005년 7월 18일 ~ 2006년 7월 20일)
- AN 미르모 퐁퐁퐁 (2005년 7월 25일 ~ 2005년 11월 29일)
- AN 마법소녀 위치  (2005년 11월 4일 ~ 2006년 2월)
- DR 마이걸 HD (2005년 12월 14일 ~ 2006년 2월 2일)
- DR 무적의 낙하산 요원 HD (2006년 9월 6일 ~ 2006년 11월 2일)
- V 못말리는 폭소 비디오 (2006년 10월 26일)
- DR 마이 러브 HD (2006년 10월 27일 ~ 2007년 1월 5일)
- DR 마녀유희 HD (2007년 3월 21일 ~ 2007년 5월 10일)
- AN 메이플스토리  (2008년 4월 1일 ~ 2008년 10월 20일)
- V 미스터리 특공대  (2008년 5월 8일 ~ 2008년 10월 23일)
- AN 마법의 별, 매지네이션 HD (2008년 6월 11일 ~ 2008년 10월 2일)
- DO 미니 다큐멘터리 HD (2008년 11월 12일 ~ 2009년 3월 31일)
- I 목요 컬처클럽 HD (2009년 4월 30일 ~ 2010년 7월 22일)
- DR 망설이지마 HD (2009년 10월 5일 ~ 2010년 2월 26일)
- DR 미남이시네요 HD (2009년 10월 7일 ~ 2009년 11월 26일)
- V 마이 파트너 HD (2010년 5월 28일)
- V 맛있는 초대 HD (2010년 6월 4일 ~ 2010년 11월 5일)
- DR 마이더스 HD (2011년 2월 22일 ~ 2011년 5월 3일)
- I 미소 코리아 HD (2011년 1월 20일 ~ 2011년 7월 21일)
- AN 마법의 별, 매지네이션 2 HD (2011년 2월 17일 ~ 2011년 7월 21일)
- DR 미쓰 아줌마 HD (2011년 5월 30일 ~ 2011년 10월 21일)
- DR 무사 백동수 HD (2011년 7월 4일 ~ 2011년 10월 11일)
- DR 맛있는 인생 HD (2012년 4월 28일 ~ 2012년 9월 23일)
- I 물은 생명이다 HD (2001년 1월 12일 ~ )
- I 문화가중계 HD (2004년 11월 11일 ~ )
- AN 매일엄마 HD (2011년 12월 26일 ~ 2012년 5월 22일, 2012년 12월 6일 ~ 2013년 2월 28일 | 2013년 3월 7일 ~ )
- DR 못난이 주의보 HD (2013년 5월 20일 ~ 2013년 11월 29일)
- DR 미세스 캅 HD (2015년 8월 3일 ~ 2015년 9월 29일)
- DR 미세스 캅 2 HD (2016년 3월 5일 ~ 2016년 5월 8일)
- DR 마을 HD (2015년 10월 7일 ~ 2015년 12월 3일)
- F 말괄량이 마법학교 (2006년 3월 ~ 5월)
- F 말괄량이 마법학교: 캠퍼스 대소동 (2006년 5월 ~ 7월)

## ㅂ
- DR 분례기 (1992년 11월 20일 ~ 1992년 3월 10일)
- Q 빙글빙글 퀴즈 (1991년 12월 19일 ~ 1993년 10월 17일)
- AN 배트맨 (1993년)
- AN 빛돌이 우주 2만리 (1993년 6월 5일 ~ 1993년 9월 30일)
- Q 빙고9 (1995년 10월 29일 ~ 1996년 2월 4일)
- DR 부자유친 (1996년 1월 6일 ~ 1996년 7월 14일)
- AN 삐돌이와 코리 (1998년)
- AN 비트X (1998년 5월 12일)
- AN 빨간망토 차차 (1999년)
- AN 빅토리 구슬동자 (1999년 ~ 2000년 10월 17일)
- DR 불꽃 (2000년 2월 2일 ~ 2000년 5월 18일)
- V 뷰티풀 라이프 (2000년 ~ 2001년)
- AN 비스트워 네오 (2000년 11월 1일 ~ 2001년)
- AN 비스트워 (2001년)
- AN 방가방가 햄토리 (2001년 7월 11일 ~ 2003년 3월 25일)
- V 박수홍, 박경림의 아름다운 밤 (2001년 11월 9일 ~ 2002년 3월 29일)
- DR 별을 쏘다  (2002년 11월 20일 ~ 2003년 1월 9일)
- I 백만불 미스터리 (2003년 5월 12일 ~ 2005년 4월 18일)
- V 보야르 원정대 (2003년 7월 27일 ~ 2003년 11월 2일)
- DR 발리에서 생긴 일  (2004년 1월 3일 ~ 2004년 3월 7일)
- AN 범퍼킹 재퍼  (2004년 4월 6일 ~ 2004년 10월 9일)
- AN 베리베리 뮤우뮤우  (2004년 8월 4일 ~ 2005년 2월 17일)
- DR 봄날 HD (2005년 1월 8일 ~ 2005년 3월 13일)
- DR 불량 주부  (2005년 3월 21일 ~ 2005년 5월 17일)
- I 브라보! 웰빙 라이프 HD (2005년 12월 2일 ~ 2007년 1월 11일)
- AN 빛의 전사 프리큐어  (2005년 12월 5일 ~ 2006년 11월 27일)
- DR 불량가족 HD (2006년 3월 22일 ~ 2006년 5월 11일)
- V 비바 프리즈 (2006년 11월 8일 ~ 2007년 2월 8일)
- AN 부탁해! 마이 멜로디  (2007년 2월 12일 ~ 2007년 9월 4일)
- DR 불량 커플 HD (2007년 6월 2일 ~ 2007년 7월 22일)
- I 부부 솔루션 미안해 사랑해  (2007년 6월 25일 ~ 2008년 3월 21일)
- V 발굴! TV대사전  (2007년 10월 18일 ~ 2008년 5월 1일)
- DR 불한당 HD (2008년 1월 2일 ~ 2008년 2월 28일)
- DR 비천무 HD (2008년 2월 1일 ~ 2008년 3월 21일)
- DR 바람의 화원 HD (2008년 9월 24일 ~ 2008년 12월 4일)
- I 박수홍의 기분 좋은 작전 (2009년 4월 29일 ~ 2009년 10월 7일)
- V 비행기  (2009년 5월 14일)
- DR 별을 따다줘 HD (2010년 1월 4일 ~ 2010년 3월 16일)
- I 브라보! 인생역전 HD (2010년 7월 5일 ~ 2010년 10월 11일, 2011년 8월 4일 ~ 2011년 11월 24일)
- V 빅스타 드라마 열전  (2010년 9월 22일)
- V 밤이면 밤마다 HD (2010년 11월 15일 ~ 2011년 7월 4일)
- DR 보스를 지켜라 HD (2011년 8월 3일 ~ 2011년 9월 29일)
- DR 북만벌, 칼을 가는 나그네 - 백야 김좌진 장군 HD (2011년 8월 12일)
- DR 뿌리깊은 나무 HD (2011년 10월 5일 ~ 2011년 12월 22일, 2011년 12월 26일 ~ 2011년 12월 28일, 2011년 12월 29일)
- DR 부탁해요 캡틴 HD (2012년 1월 4일 ~ 2012년 3월 8일)
- V 배우 팝스타 HD (2012년 1월 24일)
- DR 바보엄마 HD (2012년 3월 17일 ~ 2012년 5월 20일)
- Q 브레인 마스터스 HD (2012년 5월 17일 ~ 2012년 8월 2일)
- V 블라인드 러브쿡 HD (2012년 12월 25일)
- V 방랑식객 식사하셨어요? HD (2013년 2월 8일)
- I 백세 건강시대 HD (2007년 2월 12일 ~ 2014년 10월 6일)
- DR 뷰티플 라이프 (2013년)
- DR 별에서 온 그대 HD (2013년 12월 18일 ~ 2014년 2월 27일)
- DR 복수가 돌아왔다 HD (2018년 12월 10일 ~ 2019년 2월 4일)
- DR 비련초 (1992년 8월 17일 ~ 1992년 11월 3일)
- V 불타는 청춘 (2022년 2월말 3월말 ~ 방송예정)
- V 방콕떼창단 HD (2020년 10월 4일 ~ 2020년 10월 4일)

## ㅅ
- AN 슈퍼 그랑죠 (1991년 12월 ~ 1992년 4월[출처 필요] | 1995년 4월 12일 ~ 1995년 7월 6일 | 1998년 5월 13일 ~ 1998년 6월 18일)
- S 세계의 창 (1995년 4월 17일 ~ 1995년 7월 10일)
- I 사랑의 징검다리 (1991년 12월 11일 ~ 1996년 10월 12일)
- V 사랑의 공개홀 (1991년 12월 12일 ~ 1992년 3월 19일)
- AN 소녀 라푼젤 (1991년 12월 12일 ~ 1992년)
- V 쇼! 서울 서울 (1991년 12월 13일 ~ 1993년 10월 16일)
- I 생방송 행복찾기 (1991년 12월 14일 ~ 2002년 3월 24일)
- M 서울가요대상 (1991년 12월 15일)
- AN 쌍둥이 대소동 (1991년 12월 16일 ~ 1992년 3월 10일)
- AN 슈퍼 마리오 (1992년)
- V 사랑의 중계차 (1992년 3월 29일 ~ 1992년 10월 15일)
- DR 산다는 것은 (1993년 4월 24일 ~ 1993년 10월 17일)
- DR 세상은 내게 (1993년 5월 10일 ~ 1993년 6월 29일)
- DR 사랑과 우정 (1993년 7월 5일 ~ 1993년 8월 24일)
- DR 사랑은 생방송 (1993년 10월 23일 ~ 1994년 4월 17일)
- DR 사랑은 블루 (1994년 3월 2일 ~ 1994년 8월 18일)
- DR 사랑의 향기 (1994년 4월 9일 ~ 1994년 10월 2일)
- I 세계의 가정 (1994년 4월 20일 ~ 1994년 7월 6일)
- M 생방송 TV가요 20 (1994년 4월 24일 ~ 1998년 1월 25일)
- DR 사랑은 없다 (1994년 8월 24일 ~ 1994년 12월 14일)
- AN 쌍둥이 줄루줄리 (1994년)
- AN 셰익스피어 명작만화 (1994년 ~ 1998년)
- S 스포츠가 좋아요
- V 색다른 밤 (2001년 1월 7일 ~ 2001년 4월 15일)
- V 생방송 달려라 코바 (1994년 10월 24일 ~ 1996년 3월 28일)
- S 생방송 핫라인 70분의 선택 (1995년 10월 28일 ~ 1996년 3월 16일)
- DR 신비의 거울 속으로 (1995년 7월 12일 ~ 1995년 8월 31일 | 1998년 11월 26일 ~ 1995년 12월 11일)
- S 생방송 뉴스 따라잡기 (1996년 1월 9일 ~ 1996년 9월 24일)
- DR 사랑의 이름으로 (1996년 1월 10일 ~ 1996년 4월 10일)
- AN 슛도사 캉캉 (1996년)
- AN 숲 속의 백설공주 (1997년)
- AN 신세기 사이버 포뮬러 (1998년 2월 9일 ~ 1998년)
- AN 신비의 나라 엘하자드 (1998년 2월 16일 ~ 1998년 3월 31일)
- DR 삼김시대 (1998년 2월 28일 ∼ 1998년 5월 17일)
- V 쇼! 무한탈출 (2001년 3월 17일 ~ 2001년 4월 21일)
- DR 순풍산부인과 (1998년 3월 2일 ∼ 2000년 12월 1일)
- AN 스피드왕 번개 (1998년 5월 18일 ~ 1998년 8월 18일 | 2002년 1월 5일 ~ 2002년 5월 30일)
- AN 슬램 덩크 (1998년 6월 18일 ~ 1999년 3월 22일)
- DR 승부사 (1998년 9월 16일 ~ 1998년 12월 3일)
- AN 사랑의 천사 웨딩피치 (1999년)
- I 실속 TV! 시선 집중 (2000년 4월 20일 ~ 2002년)
- DR 순자 (2001년 1월 10일 ~ 2001년 3월 8일)
- DR 수호천사 (2001년 8월 1일 ~ 2001년 9월 20일)
- AN 스페이스 몽키 (2001년 8월 3일 ~ 2001년 8월 10일)
- DR 신화 (2001년 9월 26일 ~ 2001년 11월 15일)
- V 손범수, 진양혜의 심심남녀 (2001년 11월 4일 ~ 2002년)
- DR 순수의 시대 (2002년 7월 3일 ~ 2002년 8월 22일)
- I 솔로몬의 선택 HD (2002년 7월 13일 ~ 2008년 4월 14일)
- V 신동엽, 남희석의 맨 투 맨 (2002년 11월 5일 ~ 2003년 10월 31일)
- S 생방송 세븐데이즈 (2003년 2월 9일 ~ 2007년 6월 8일)
- DR 술의 나라  (2003년 4월 19일 ~ 2003년 5월 29일)
- I 시청자 제보 - 물은 생명이다 (2003년 5월 12일 ~ 2008년 11월 28일)
- DR 스크린  (2003년 5월 31일 ~ 2003년 7월 27일)
- DR 선녀와 사기꾼  (2003년 6월 4일 ~ 2003년 8월 7일)
- ANI 세계명작동화 (2003년 8월 18일 ~ 2004년 11월 11일 | 2005년 7월 11일 ~ 2005년 8월 12일)
- I 신용사회 만들기 (2003년 11월 6일 ~ 2004년 5월 20일)
- V 실제상황! 토요일 (2003년 11월 8일 ~ 2006년 10월 28일)
- DR 소풍가는 여자  (2004년 5월 3일 ~ 2004년 10월 8일)
- DR 섬마을 선생님  (2004년 6월 2일 ~ 2004년 7월 22일)
- I 생방송 TV 아름다운 가게 (2004년 6월 3일 ~ 2005년 9월 4일)
- DR 세잎클로버  (2005년 1월 17일 ~ 2005년 3월 14일)
- DR 사랑공감  (2005년 1월 28일 ~ 2005년 4월 15일)
- I 생방송 러브콜 우리 명품 만들기 (2005년 5월 1일 ~ 2005년 7월 3일)
- DR 사랑한다 웬수야  (2005년 7월 15일 ~ 2005년 9월 9일)
- DR 소난지도의 영웅들 HD (2005년 8월 16일 ~ 2005년 8월 17일)
- DR 서동요 HD (2005년 9월 5일 ~ 2006년 3월 21일)
- DR 사랑은 기적이 필요해  (2005년 10월 5일 ~ 2005년 12월 8일)
- I 세계로 떠나볼까 (2005년 12월 2일 ~ 2006년 3월 30일)
- DR 사랑과 야망 HD (2006년 2월 4일 ~ 2006년 11월 12일)
- I 세상에서 가장 아름다운 여행 플러스 (2006년 3월 13일 ~ 2008년 1월 9일)
- DR 스마일 어게인 HD (2006년 5월 17일 ~ 2006년 7월 6일)
- S 스포츠 중계석 HD (2006년 7월 19일 ~ 2011년 3월 17일)
- AN 서바이벌 만화 과학상식 (2006년 11월 20일 ~ 2007년 3월 22일)
- DR 사랑도 미움도 HD (2006년 12월 4일 ~ 2007년 4월 21일)
- DR 소금인형 HD (2007년 1월 12일 ~ 2007년 3월 16일)
- Q 서바이벌 독서 퀴즈왕 (2007년 1월 15일 ~ 2007년 5월 1일)
- DR 사랑하는 사람아 HD (2007년 1월 15일 ~ 2007년 3월 27일)
- DR 사랑에 미치다 HD (2007년 2월 3일 ~ 2007년 4월 1일)
- DR 사랑한다면 이들처럼 HD (2007년 3월 23일)
- DR 사랑하기 좋은 날 HD (2007년 4월 23일 ~ 2007년 9월 29일)
- ANI 슈퍼 코리언 (2007년 6월 18일 ~ 2008년 4월 17일 | 2009년 11월 18일 ~ 2010년 1월 7일)
- I 심리극장 천인야화 HD (2007년 6월 29일 ~ 2008년 2월 29일)
- DR 사랑해 HD (2008년 4월 7일 ~ 2008년 5월 27일)
- DR 식객 HD (2008년 6월 17일 ~ 2008년 9월 9일)
- DR 신의 저울 HD (2008년 8월 29일 ~ 2008년 10월 24일)
- S 선데이 뉴스 플러스 HD (2008년 11월 9일 ~ 2011년 3월 13일)
- DR 스타의 연인 HD (2008년 12월 10일 ~ 2009년 2월 12일)
- DR 시티홀 HD (2009년 4월 29일 ~ 2009년 7월 2일)
- DR 스타일 HD (2009년 8월 1일 ~ 2009년 9월 20일)
- V 쇼! 노래하는 대한민국 (2009년 9월 5일 ~ 2009년 12월 19일)
- I 신동엽의 300 HD (2009년 10월 5일 ~ 2010년 6월 6일)
- DR 산부인과 HD (2010년 2월 3일 ~ 2010년 3월 25일)
- DR 세 자매 HD (2010년 4월 19일 ~ 2010년 10월 27일)
- DR 사랑의 기적 HD (2010년 5월 7일)
- AN 스캔2고 HD (2010년 8월 9일 ~ 2011년 3월 29일 | 2011년 8월 4일 ~ 2012년 5월 10일 | 2012년 8월 16일 ~ 2012년 11월 22일)
- V 스토리쇼 부탁해요 HD (2010년 9월 20일)
- V 스타 리얼영상 대격돌 HD (2010년 9월 21일)
- DR 시크릿 가든 HD (2010년 11월 13일 ~ 2011년 1월 16일)
- V 스타 발굴 로드쇼 강력추천 HD (2010년 12월 26일)
- DR 싸인 HD (2011년 1월 5일 ~ 2011년 3월 10일)
- DR 신기생뎐 HD (2011년 1월 23일 ~ 2011년 7월 17일)
- DR 시티헌터 HD (2011년 5월 25일 ~ 2011년 7월 28일)
- V 스타 맞선 - 한 번 만나줘요 HD (2011년 2월 2일)
- V 서울 드라마 어워즈 2011 HD (2011년 8월 31일)
- V 스타커플 최강전 HD (2011년 9월 12일)
- V 스타 애정촌 HD (2011년 9월 13일, 2012년 1월 24일, 2012년 10월 1일, 2013년 2월 11일)
- V 세대공감 1억 퀴즈쇼 ( → ) HD (2011년 12월 1일, 2012년 1월 6일 ~ 2012년 11월 9일)
- DO 사과합니다 HD (2011년 12월 31일)
- DR 샐러리맨 초한지 HD (2012년 1월 2일 ~ 2012년 3월 13일, 2012년 3월 14일 ~ 2012년 3월 15일)
- V 생방송 퀴즈쇼 운수대통 HD (2012년 1월 24일)
- DR 신사의 품격 HD (2012년 5월 26일 ~ 2012년 8월 12일)
- DR 신의 HD (2012년 8월 13일 ~ 2012년 10월 30일)
- M 싸이 특집쇼 - 갈때까지 가보자 HD (2012년 10월 7일)
- AN 스폰지밥 네모바지 HD (2012년 12월 25일)
- V 생방송 문자퀴즈 가족선물 쇼 HD (2013년 2월 11일)
- DR 사건번호 113 HD (2013년 5월 30일)
- S 스포츠 빅 이벤트 HD (1991년 12월 14일 ~ 1991년 12월 15일, 2010년 1월 11일 ~ 2011년 7월 31일, 2013년 3월 30일 ~ )
- V 순간포착, 당신이 특종 (1994년 4월 24일 ~ 1995년 4월 30일)
- V 순간포착 세상에 이런일이 HD (1998년 5월 6일, 1998년 5월 21일 ~ )
- M 사랑 나눔 콘서트 ( → ) HD (2000년 11월 ~ )
- I 생방송 브라보 나눔로또 HD (2002년 12월 7일 ~ )
- I 세상에서 가장 아름다운 여행 HD (2003년 5월 10일 ~ )
- I(S) 생방송 투데이 HD (2003년 5월 12일 ~ )
- V 생활의 달인 HD (2005년 4월 25일 ~ )
- V 스타 주니어 쇼 붕어빵 ( →  → ) HD (2009년 1월 18일, 2009년 2월 21일 ~ 2015년 4월 26일)
- V 쇼타임 (2010년 12월 17일 ~ )
- DO 세계도시락여행 HD (2012년 1월 6일 ~ 2012년 3월 30일 | 2013년 1월 10일 ~ 3월 28일)
- V 스타다큐 K팝 히어로 HD (2012년 11월 8일 ~ 2013년 2월 21일, 2013년 6월 27일 ~ )
- DR 수상한 가정부 HD (2013년 9월 23일 ~ 2013년 11월 26일)
- DR 쓰리데이즈 HD (2014년 3월 5일 ~ 2014년 5월 1일)
- DR 세 번 결혼하는 여자 (2013년 11월 9일 ~ 2014년 3월 30일)
- DR 사랑해도 될까요 (2013년 ~ )
- M 슈퍼매치 HD (2013년 8월 16일 ~ )
- V 심장이 뛴다 (2013년 10월 8일 ~ 2014년 7월 1일)
- I 슈퍼TV 세계가 보인다 (1995년 ~ 1996년)
- V 시네클럽
- V 썸남썸녀  (2015년 4월 28일 ~ 2015년 7월 28일)
- V 심폐소생송 (2015년 9월 25일,  9월 27일)
- V 신동엽 김원희의 헤이! 헤이! 헤이! (2002년 11월 3일 ~ 2003년 10월 28일)

## ㅇ
- DR 여자 마흔다섯 (1991년 12월 16일 ~ 1992년 1월 14일)
- AN 아기공룡 덴버 (1991년 12월 18일 ~ 1992년)
- AN 용감한 켈리 (1992년 1월 1일 ~ 1992년)
- AN 요술공주 밍키 (1992년 | 1993년)
- AN 용의 아들 (1995년 | 1997년)
- AN 우주함장 버키 (1994년 3월 18일 ~ 1994년 4월 15일)
- AN 이겨라! 승리호
- Q 알뜰살림 장만 퀴즈 (1991년 12월 10일 ~ 1995년 4월 14일)
- V 우리들 세상 (1991년 12월 13일 ~ 1992년 11월 26일)
- V 웃으면 좋아요 (1993년 4월 29일 ~ 1993년 10월 14일)
- DR 은하수를 아시나요 (1991년 12월 14일 ~ 1992년 4월 26일)
- DR 유심초 (1991년 12월 16일 ~ 1992년 3월 20일)
- AN 인어공주 (1992년)
- AN 우주선 스타컴 (1992년)
- DR 어디로 가나 (1992년 11월 13일)
- AN 우주가족 젯슨 (1993년)
- AN 은하수비대 (1993년 ~ 1994년)
- DR 오박사네 사람들 (1993년 2월 18일 ~ 1993년 10월 17일)
- DR 우리들 뜨거운 노래 (1993년 3월 1일 ~ 1993년 5월 24일)
- V 웃으며 삽시다 (1993년 10월 23일 ~ 1998년 2월 13일)
- DR 일과 사랑 (1993년 10월 23일 ~ 1993년 4월 3일)
- DR 오경장 (1993년 10월 24일 ~ 1994년 4월 17일)
- DR 이 여자가 사는 법 (1994년 10월 8일 ~ 1995년 5월 13일)
- AN 울트라 탐험대 (1994년)
- AN 오즈 탐험대 (1994년)
- AN 우주소년 아톰  (1994년 | 1995년 2월 27일 ~ 1995년 6월 7일, 2003년 11월 19일 ~ 2004년 6월 9일)
- AN 오리대장 꽉꽉 (1995년)
- DR 아스팔트 사나이 (1995년 5월 17일 ~ 1995년 7월 6일)
- V 이홍렬쇼 (1996년 2월 7일 ~ 1998년 3월 4일, 1999년 10월 11일 ~ 2000년 10월)
- AN 요술 고양이 펠릭스 (1996년 | 1998년)
- V 이주일의 투나잇쇼 (1996년 4월 21일 ~ 1997년 3월 2일)
- AN 이상한 나라의 폴 (1996년)
- AN 영리한 너구리 (1996년 | 2005년 2월 18일)
- DR 아빠는 시장님 (1996년 7월 1일 ~ 1997년 2월 28일)
- DR 임꺽정 (1996년 11월 10일 ~ 1997년 4월 6일)
- V 이주일의 코미디쇼 (1997년 3월 9일 ~ 1998년 4월 19일)
- DR 아름다운 그녀 (1997년 4월 19일 ~ 1997년 6월 29일)
- V 이문세의 라이브 (1997년 5월 19일 ~ 1998년 10월 22일)
- DR 옥이 이모 (1998년 1월 5일 ~ 1998년 4월 10일)
- DR 옛사랑의 그림자 (1998년 2월 25일 ~ 1998년 3월 19일)
- V 이승연의 세이 세이 세이 (1998년 3월 11일 ~ 1998년 11월 9일)
- AN 우리는 챔피언 (1998년 6월 ~ 1998년 11월)
- AN 아기해달 보노보노 (1998년)
- DR 이 여자가 사는 법 (1998년 7월 10일 ~ 1998년 9월 24일)
- AN 우주의 기사 테카맨 (1998년 8월 12일 ~ 1998년 10월 29일)
- AN 에스카플로네 (1998년 8월 21일 ~ 1999년 1월 15일)
- AN 은하탐정 케인 (1998년 12월 1일 ~ 1999년 3월 22일)
- AN 왕부리 팅코 (2000년 8월 21일 ~ 2001년)
- DR 여자만세 (2000년 11월 15일 ~ 2001년 1월 4일)
- DR 웬만해선 그들을 막을 수 없다 (2000년 12월 18일 ~ 2002년 2월 22일)
- DR 여인천하 HD (2001년 2월 5일 ~ 2002년 7월 23일)
- DR 아름다운 날들 (2001년 3월 14일 ~ 2001년 5월 31일)
- DR 아버지와 아들 (2001년 7월 21일 ~ 2001년 10월 28일)
- AN 유니미니펫  (2001년 6월 15일 ~ 2001년 12월 7일 | 2004년 3월 19일 ~ 2004년 6월 25일)
- DR 유리구두 (2002년 3월 2일 ~ 2002년 7월 28일)
- DR 오남매 (2002년 4월 1일 ~ 2002년 10월 18일)
- DR 야인시대  (2002년 7월 29일 ~ 2003년 9월 30일)
- DR 올인 ( → )  (2003년 1월 15일 ~ 2003년 4월 3일)
- AN 우당탕탕 재동이네 (2003년 2월 3일 ~ 2003년 4월 9일)
- V 야심만만 만명에게 물었습니다  (2003년 2월 28일 ~ 2008년 1월 14일)
- AN 우비소년  (2003년 3월 26일 ~ 2003년 4월 24일)
- DR 연인  (2003년 5월 19일 ~ 2003년 10월 21일)
- DR 요조숙녀  (2003년 8월 13일 ~ 2003년 10월 2일)
- V 약이 되는 TV (2003년 9월 10일 ~ 2003년 9월 13일, 2003년 11월 4일 ~ 2004년 2월 24일)
- DR 이브의 화원  (2003년 9월 15일 ~ 2004년 2월 14일)
- DR 완전한 사랑  (2003년 10월 4일 ~ 2003년 12월 21일)
- DR 왕의 여자  (2003년 10월 6일 ~ 2004년 3월 2일)
- DR 애정만세  (2003년 10월 25일 ~ 2004년 4월 18일)
- DR 압구정 종갓집  (2003년 11월 3일 ~ 2004년 10월 8일)
- I 여자 플러스 (2003년 11월 3일 ~ 2005년 4월 22일)
- I 오픈 스튜디오 HD (2003년 11월 3일 ~ 2005년 7월 1일)
- AN 유희왕  (2003년 12월 8일 ~ 2005년 5월)
- V 이경규의 굿타임 HD (2004년 3월 19일 ~ 2004년 10월 8일)
- AN 올림포스 가디언  (2004년 4월 6일 ~ 2004년 9월 7일)
- AN 아짱 쥬리 (2004년 6월 10일 ~ 2004년 9월 23일)
- AN 아쿠아 키즈 (2004년 9월 13일 ~ 2004년 12월 14일 | 2005년 7월 11일 ~ 2005년 8월 12일)
- DR 아내의 반란  (2004년 10월 15일 ~ 2005년 1월 21일)
- V 아이엠 (2004년 10월 15일 ~ 2005년 7월 3일)
- AN 용의 전설 레전더  (2004년 10월 26일 ~ 2005년 7월 12일)
- DR 유리화  (2004년 12월 1일 ~ 2005년 2월 3일)
- AN 은하영웅 사이버트론  (2004년 12월 20일 ~ 2005년 5월 16일)
- DR 엄마의 전성시대  (2005년 2월 8일)
- VQ 유쾌한 두뇌검색 HD (2005년 3월 3일 ~ 2005년 11월 24일)
- DR 여왕의 조건 HD (2005년 5월 9일 ~ 2005년 10월 18일)
- DR 온리 유 HD (2005년 6월 4일 ~ 2005년 7월 24일)
- I 웰빙! 맛사냥 (2005년 8월 29일 ~ 2007년 6월 22일)
- I 우리 시대의 달인 (2005년 9월 18일 ~ 2007년 2월 17일)
- I 우리가 바꾸는 세상 (2005년 11월 3일 ~ 2008년 2월 26일)
- I 있다! 없다? ( → )  (2005년 11월 4일 ~ 2009년 6월 12일)
- DR 어느날 갑자기  (2006년 2월 24일 ~ 2006년 4월 28일)
- DR 연애시대  (2006년 4월 3일 ~ 2006년 5월 23일)
- AN 아이 삼국유사 (2006년 4월 3일 ~ 2006년 8월 24일 | 2007년 ~ 2007년 6월 15일)
- DR 연개소문 HD (2006년 7월 1일 ~ 2007년 6월 17일)
- I 위험천만 호주악어 대탐험 (2006년 10월 3일 | 2006년 10월 26일)
- M 음악공간 HD (2006년 10월 27일 ~ 2008년 2월 19일)
- DR 연인 HD (2006년 11월 8일 ~ 2007년 1월 11일)
- DR 외과의사 봉달희 HD (2007년 1월 17일 ~ 2007년 3월 15일)
- I 요! 주의사항 (2007년 2월 15일 ~ 2007년 5월 3일)
- DR 연인이여 HD (2007년 3월 30일 ~ 2007년 6월 8일)
- V 연예인  (2007년 6월 15일)
- AN 윙스 프렌즈 HD (2007년 6월 20일 ~ 2008년 6월 10일, 2012년 12월 28일)
- DR 완벽한 이웃을 만나는 법 HD (2007년 7월 25일 ~ 2007년 9월 27일)
- DR 왕과 나 HD (2007년 8월 27일 ~ 2008년 4월 1일)
- V 이경규, 김용만의 라인업  (2007년 9월 22일 ~ 2008년 5월 3일)
- Q 예감적중 초이스 HD (2007년 10월 29일)
- DR 아들 찾아 삼만리 HD (2007년 11월 2일 ~ 2008년 1월 25일)
- DR 온에어 HD (2008년 3월 5일 ~ 2008년 5월 15일)
- DR 우리집에 왜왔니 HD (2008년 3월 28일 ~ 2008년 5월 30일)
- DR 애자 언니 민자 HD (2008년 4월 21일 ~ 2008년 10월 31일)
- DR 일지매 HD (2008년 5월 21일 ~ 2008년 7월 24일)
- I 아이디어 하우머치 HD (2008년 1월 7일, 2008년 6월 22일 ~ 2011년 1월 6일)
- I 인터뷰 게임 HD (2008년 6월 24일 ~ 2009년 2월 10일)
- V 야심만만 2 HD (2008년 7월 28일 ~ 2009년 9월 28일)
- DR 워킹맘 HD (2008년 7월 30일 ~ 2008년 9월 18일)
- M 여름특집 2008 인천 펜타포트 락 페스티벌 HD (2008년 8월 1일)
- DR 아내의 유혹 HD (2008년 11월 3일 ~ 2009년 5월 1일)
- V 연애시대  (2008년 11월 6일 ~ 2009년 2월 19일)
- AN 아기공룡 둘리 HD (2008년 12월 25일 ~ 2009년 7월 2일 | 2009년 7월 9일 ~ 10월 15일 | 2010년 5월 12일 ~ 10월 6일 | 2012년 8월 14일 ~ 10월 30일)
- AN 일지매 HD (2009년 5월 5일 ~ 2009년 10월 27일)
- F 이소룡 전기 HD (2009년 5월 24일 ~ 2009년 12월 13일)
- DR 아버지, 당신의 자리 HD (2009년 10월 5일 ~ 2009년 10월 6일)
- DR 아내가 돌아왔다 HD (2009년 11월 2일 ~ 2010년 4월 16일)
- DR 아버지의 집 HD (2009년 12월 28일)
- DR 이웃집 웬수 HD (2010년 3월 13일 ~ 2010년 10월 31일)
- DR 인생은 아름다워 HD (2010년 3월 20일 ~ 2010년 11월 7일)
- DR 오! 마이 레이디 HD (2010년 3월 22일 ~ 2010년 5월 11일)
- DO 월드컵 인사이드 HD (2010년 5월 10일 ~ 2010년 6월 11일)
- DR 여자를 몰라 HD (2010년 8월 2일 ~ 2010년 12월 21일)
- V 외국인 며느리 열전 HD (2010년 9월 22일)
- DR 웃어요, 엄마 HD (2010년 11월 6일 ~ 2011년 4월 24일)
- DR 아테나: 전쟁의 여신 HD (2010년 12월 13일 ~ 2011년 2월 21일)
- V 아이돌의 제왕 HD (2011년 2월 2일)
- DR 웰컴 투 더 SHOW HD (2011년 3월 16일)
- DR 유쾌한 삼총사 HD (2011년 5월 6일)
- V 온 에어  HD (2011년 6월 22일)
- DR 여인의 향기 HD (2011년 7월 23일 ~ 2011년 9월 11일)
- DR 위대한 선물 HD (2011년 9월 11일)
- I 오은영의 행복한 아이 HD (2012년 2월 18일 ~ 2012년 2월 25일)
- V 얼라이브 빅뱅 HD (2012년 3월 9일 | 2012년 3월 28일)
- DR 옥탑방 왕세자 HD (2012년 3월 21일 ~ 2012년 5월 24일)
- DO 울림 - 악가무 사대천왕 HD (2012년 4월 3일 ~ 2012년 5월 2일 | 2012년 9월 27일)
- M 월드뮤직 페스티벌 in 오키나와 HD (2012년 4월 6일)
- S 오늘의 스포츠
- DR 유령 HD (2012년 5월 30일 ~ 2012년 8월 9일)
- DR 아름다운 그대에게 HD (2012년 8월 15일 ~ 2012년 10월 4일)
- DO 여행의 기술 HD (2012년 8월 24일 ~ 2012년 10월 26일)
- S 잉글리시 프리미어리그 리뷰 HD (2012년 10월 31일 ~ 2013년 5월 15일)
- M 윤수일밴드 35주년 기념 콘서트  HD (2012년 11월 10일)
- DR 야왕 HD (2013년 1월 14일 ~ 2013년 4월 2일)
- V 유행의 발견 HD (2013년 1월 25일 ~ 2013년 2월 1일)
- I 열린 TV 시청자 세상 HD (1999년 2월 6일 ~ )
- V 웃음을 찾는 사람들 HD (2003년 4월 20일 ~ 2010년 10월 2일, 2013년 4월 14일 ~ )
- V 일요일이 좋다 HD (2004년 3월 28일 ~ )
- I 우리 아이가 달라졌어요 ( →  →  →  →  → ) HD (2006년 11월 7일 ~ 2015년 11월 20일)
- DO 일요 특선 다큐멘터리 HD (2009년 6월 14일 ~ )
- AN 안녕? 자두야! HD (2011년 7월 18일 ~ 2011년 9월 27일 | 2011년 10월 4일 ~ 12월 13일 | 2012년 5월 23일 ~ 8월 8일, 2012년 9월 19일 ~ 2013년 2월 5일 | 2013년 2월 6일 | 2013년 7월 1일 ~ )
- AN 아이엠 몽니 HD (2012년 12월 3일 ~ 2013년 6월 24일 | 2013년 8월 13일 ~ )
- DR 원더풀 마마 HD (2013년 4월 13일 ~ 2013년 9월 22일)
- DO 여행의 발견 HD (2013년 5월 22일 ~ )
- V 월드 챌린지 - 우리가 간다 HD (2013년 6월 26일, 2012년 10월 7일 ~ 2014년 1월 6일)
- V 아임 슈퍼모델 HD (2013년 8월 7일 ~ )
- DR 왕관을 쓰려는 자, 그 무게를 견뎌라 - 상속자들 HD (2013년 10월 9일 ~ 2013년 12월 12일)
- DR 열애 (2013년 9월 28일 ~ 2014년 3월 23일)
- V 이승연의 세이세이세이 (1998년 3월 11일 ~ 1998년 9월 9일)
- V 일요명화 (1992년 ~ 1997년)
- DR 왕관을 쓰려는 자, 그 무게를 견뎌라 - 상속자들 HD (2013년 10월 9일 ~ 2013년 12월 12일)
- DR 열혈사제 HD (2019년 2월 15일 ~ )
- V 영재발굴단 (2015년 3월 25일 ~ )
- V 임백천의 원더풀 투나잇 (1999년 4월 4일 ~ 2000년 4월 16일)

## ㅈ
- V 자니 윤 이야기쇼 (1991년 12월 14일 ~ 1992년 12월 20일)
- Q 지구촌 퀴즈 (1991년 12월 15일 ~ 1993년 4월 25일)
- DR 작은 도시 (1992년 3월 16일 ~ 1992년 5월 5일)
- DR 장미정원 (1992년 7월 13일 ~ 1992년 9월 1일)
- AN 전설의 공주 젤다 (1992년)
- V 주병진 쇼 (1993년 1월 3일 ~ 1993년 12월 26일)
- AN 전설의 아더왕 (1993년)
- V 좋은 친구들 (1994년 4월 24일 ~ 2003년 4월 13일)
- V 점프 챔프 (1995년 2월 9일 ~ 1995년 10월 12일)
- DR 째즈 (1995년 9월 6일 ~ 1995년 10월 26일)
- AN 짱이와 깨모 (1997년 ~ 2000년 3월 16일)
- DR 장미의 눈물 (1997년 8월 13일 ~ 1997년 10월 2일)
- DR 장미의 이름 (2001년 5월 5일 ~ 2002년 3월 27일)
- AN 전설의 용사 다간 (1998년 ~ 1998년 6월 11일)
- DR 전설야사 (1998년 5월 13일 ~ 1998년 8월 19일)
- DR 지금은 사랑할 때 (1999년 1월 4일 ~ 1999년 5월 24일)
- F 지오레인저 (1999년)
- AN 짱구는 못말려  (1999년 6월 28일 ~ 2007년 1월 9일)
- AN 짱이와 깨모 (2000년 ~ 2001년)
- V 진실게임 HD (1999년 7월 2일 ~ 2008년 6월 17일)
- I 전광렬의 세상 따라잡기 (2000년 8월 8일 ~ 2001년)
- DR 줄리엣의 남자 (2000년 9월 14일 ~ 2000년 11월 9일)
- DR 지금은 연애중 (2002년 1월 16일 ~ 2002년 3월 7일)
- V 재미있는 TV천국  (2002년 4월 20일 ~ 2007년 4월 28일)
- DR 정  (2002년 8월 28일 ~ 2002년 11월 13일)
- I 지금은 소비자 시대 (2003년 5월 20일 ~ 2003년 10월 28일)
- DR 장길산  (2004년 5월 17일 ~ 2004년 11월 16일)
- DR 진주 귀걸이 HD (2005년 1월 24일 ~ 2005년 5월 7일)
- I 중소기업! 대한민국의 힘 HD (2005년 4월 28일 ~ 2012년 1월 18일)
- AN 접지전사 (2006년 1월 13일 ~ 2007년 3월 14일)
- V 작렬! 정신통일  (2007년 4월 14일 ~ 2007년 9월 15일)
- I 줌인! 세계로 떠나자 (2007년 5월 8일 ~ 2008년 11월 28일)
- DR 쩐의 전쟁 HD (2007년 5월 16일 ~ 2007년 7월 19일)
- AN 정글왕 사로 HD (2007년 9월 11일 ~ 2007년 12월 18일)
- DR 조강지처 클럽 HD (2007년 9월 29일 ~ 2008년 10월 5일)
- I 지구촌 VJ특급  (2007년 10월 29일, 2007년 12월 5일 ~ 2008년 11월 26일)
- V 좋은 아침 플러스 원 ( → )  (2008년 5월 7일 ~ 2009년 7월 10일)
- V 절친노트  (2008년 7월 21일, 2008년 10월 31일 ~ 2009년 6월 12일)
- V 좋아서  (2008년 11월 1일 ~ 2009년 1월 24일)
- DR 자명고 HD (2009년 3월 10일 ~ 2009년 7월 21일)
- V 절친노트 2  (2009년 6월 19일 ~ 2009년 12월 25일)
- V 절친노트 3 HD (2010년 1월 1일 ~ 2010년 5월 21일)
- DR 제중원 HD (2010년 1월 4일 ~ 2010년 5월 4일)
- DR 자이언트 HD (2010년 5월 10일 ~ 2010년 12월 7일)
- V 진짜 한국의 맛 HD (2010년 6월 16일 ~ 2011년 6월 8일)
- DR 장미의 전쟁 HD (2011년 1월 3일 ~ 2011년 5월 24일)
- VQ 재미있는 퀴즈클럽 ( → ) HD (2011년 2월 2일, 2011년 3월 21일 ~ 2011년 6월 20일)
- V 전격공개! 보스를 지켜라 X파일 HD (2011년 9월 10일)
- I 제15회 민원봉사대상 시상식 HD (2011년 10월 20일)
- I 제32회 청룡영화상 시상식  HD (2011년 11월 25일)
- V 진실게임, 가짜를 찾아라 HD (2011년 11월 29일)
- V 정글의 법칙 W ( →  → ) HD (2012년 1월 23일, 2012년 10월 1일, 2012년 11월 23일 ~ 2012년 12월 21일)
- V 전파왕 HD (2012년 11월 24일 ~ 2013년 4월 27일)
- M 정재형 이효리의 유&아이 HD (2012년 2월 26일 ~ 2012년 10월 14일)
- I 제16회 민원봉사대상 시상식 HD (2012년 11월 1일)
- V 정글의 법칙 K HD (2013년 2월 11일)
- DR 장옥정, 사랑에 살다 HD (2013년 4월 8일 ~ 2013년 6월 25일)
- V 좋은 아침 ( → ) HD (1996년 10월 16일 ~ )
- V 접속! 무비월드 HD (1999년 4월 19일 ~ )
- I 잘먹고 잘사는 법 HD (2002년 3월 31일 ~ )
- V 전국동안선발대회  HD (2006년 1월 30일 ~ 2011년 2월 4일)
- V 자기야 - 백년손님 HD (2009년 6월 19일 ~ 2018년 9월 29일)
- I 짝 HD (2011년 3월 23일 ~ 2014년 2월 26일)
- AN 쥬블스 HD (2011년 5월 18일 ~ 2012년 5월 16일)
- V 정글의 법칙 HD (2011년 10월 21일 ~ )
- DR 주군의 태양 HD (2013년 8월 7일 ~ 2013년 10월 3일)
- V 줌인! 내 인생의 특종 (1999년 7월 27일 ~ 1999년 10월 5일)

## ㅊ
- AN 천하무적 오보트 (1992년)
- V 초특급 꾸러기 대행진 (1992년 8월 23일 ~ 1993년 4월 25일)
- AN 축구왕 슛돌이 (1993년 | 1994년 7월 31일 ~ 1994년 10월 30일 | 1995년 | 1997년)
- DR 친애하는 기타 여러분 (1993년 10월 6일 ~ 1994년 2월 24일)
- AN 출동! 마스크 (1994년)
- AN 축구왕 허리케인 (1996년)
- AN 천방지축 덩크슛 (1997년)
- I 추적 사건과 사람들 (1996년 2월 12일 ~ 1999년 10월 4일)
- DR 청춘의 덫 (1999년 1월 27일 ~ 1999년 4월 15일)
- AN 철인 사천왕 (1999년 9월 3일 ~ 2000년)
- IAN 춤추는 젤라비 (1999년 11월 1일 ~ 2000년 4월 14일)
- ANI 춤추는 빅베어 (2002년)
- DR 천년지애  (2003년 3월 22일 ~ 2003년 5월 25일)
- V 체인지 (2003년 4월 19일)
- V 최수종 쇼 HD (2003년 11월 4일 ~ 2004년 4월 27일)
- DR 첫사랑  (2003년 8월 2일 ~ 2003년 9월 28일)
- DR 천국의 계단  (2003년 12월 3일 ~ 2004년 2월 5일)
- DR 청혼  (2004년 2월 16일 ~ 2004년 7월 31일)
- I 체인징 유 (2004년 10월 12일 ~ 2005년 2월 22일)
- I 체인지 업! 가계부 (2006년 5월 17일 ~ 2006년 11월 1일)
- DR 천상의 바이올린 HD (2005년 8월 15일)
- F 천사들의 합창 (2005년 9월 26일 ~ 2006년 3월)
- DR 천국의 나무 HD (2006년 2월 8일 ~ 2006년 3월 16일)
- DR 천국보다 낯선 HD (2006년 7월 31일 ~ 2006년 9월 19일)
- DR 찬란한 유산 HD (2009년 4월 25일 ~ 2009년 7월 26일)
- DR 천국의 아이들 HD (2009년 5월 22일)
- DR 천사의 분노 (2000년 10월 23일 ~ 2000년 12월 5일)
- DR 천사의 유혹 HD (2009년 10월 12일 ~ 2009년 12월 22일)
- DR 초혼 HD (2010년 11월 12일)
- DO 최후의 툰드라 HD (2010년 11월 14일 ~ 2010년 12월 5일)
- DR 천일의 약속 HD (2011년 10월 17일 ~ 2011년 12월 20일)
- DO 최후의 바다, 태평양 HD (2011년 11월 13일 ~ 2011년 12월 4일)
- DR 추적자 THE CHASER HD (2012년 5월 28일 ~ 2012년 7월 17일, 2012년 7월 23일 ~ 2012년 7월 24일)
- DO 최후의 제국 HD (2011년 11월 18일 ~ 2011년 12월 9일)
- DR 청담동 앨리스 HD (2012년 12월 1일 ~ 2013년 1월 27일)
- DR 출생의 비밀 HD (2013년 4월 27일 ~ 2013년 6월 23일)
- AN 출격 로보텍 (1992년 ~ 1993년)
- M 충전 100%쇼 (1996년 ~ 1998년)
- F 2005 천사들의 합창  (2005년 9월 26일 ~ 2006년 3월)

## ㅋ
- V 카운트다운 (2002년 4월 5일 ~ 2002년 10월 25일)
- V 코미디 살리기 (1999년 8월 2일 ~ 1999년 12월 6일)
- V 코미디 전망대 (1991년 12월 11일 ~ 1997년 6월 24일)
- V 콘테스트, 내가 본 세상 (1994년 4월 21일 ~ 1994년 10월 27일)
- AN 쾌걸 조로 (1993년 ~ 1997년)
- F 컴퓨터 특공대 (1995년 10월 30일 ~ 1996년)
- DR 코리아게이트 (1995년 10월 21일 ~ 1995년 12월 23일)
- AN 캡틴 테일러 (1996년 | 1998년)
- Q 클릭! 꾸러기 천국 (1999년 2월 ~ 1999년 6월)
- DR 카이스트 (1999년 1월 24일 ~ 2000년 10월 8일)
- AN 카드캡터 체리  (1999년 6월 23일 ~ 2000년 9월 | 2003년)
- DR 퀸 (1999년 8월 11일 ~ 1999년 9월 30일)
- DR 크리스탈 (1999년 10월 6일 ~ 1999년 11월 25일)
- AN 큐빅스 (2002년 4월 18일 ~ 2002년 8월 9일)
- V 코미디타운 (2002년 11월 9일 ~ 2003년 4월 12일)
- VQ 퀴즈쇼 최강남녀 HD (2005년 3월 5일 ~ 2005년 4월 16일)
- VQ 퀴즈 8대1 (2006년 9월 26일)
- AN 크리스탈 요정 지스쿼드  (2006년 12월 4일 ~ 2007년 6월 4일)
- Q 퀴즈! 육감대결 ( → ) HD (2007년 5월 6일 ~ 2010년 6월 27일)
- V 코미디쇼 킹콩  (2007년 6월 22일)
- M 코리아 스파클링 2007 콘서트  HD (2007년 9월 28일)
- DR 칼잡이 오수정 HD (2007년 7월 28일 ~ 2007년 9월 16일)
- DR 카인과 아벨 HD (2009년 2월 18일 ~ 2009년 4월 23일)
- DR 크리스마스에 눈이 올까요? HD (2009년 12월 2일 ~ 2010년 1월 28일)
- DR 커피하우스 HD (2010년 5월 17일 ~ 2010년 7월 27일)
- Q 퀴즈쇼 곱하기 9 ( →  →  → )  HD (2011년 9월 14일, 2011년 12월 2일 ~ 2012년 5월 10일)
- M 컴백쇼 보아 4354  HD (2012년 7월 28일)
- V 코미디쇼 김병만, 이수근 10년의 꿈 HD (2012년 9월 30일)
- V 쿡킹 코리아 (2014년 10월 31일 ~ 2015년 1월 23일)

## ㅌ
- V 토요일 6시! 웃으면 좋아요 (1991년 12월 14일 ~ 1993년 4월 24일)
- V 투맨쇼 두 남자와 만납시다 (1994년 1월 8일 ~ 1994년 4월 17일)
- AN 태풍의 그라운드 (1994년)
- AN 타이의 대모험 (1996년)
- V 토요 미스테리 극장 (1997년 7월 5일 ~ 1998년 11월 14일)
- DR 토마토 (1999년 4월 21일 ~ 1999년 6월 10일)
- 통일로 가는 길 (1996년 10월 14일 ~ 1998년 1월 31일)
- AN 트랙 시티  (2000년 1월 5일 ~ 2002년 4월 19일)
- AN 탑블레이드  (2001년 10월 9일 ~ 2002년 4월 9일)
- AN 탑블레이드 V  (2002년 7월 24일 ~ 2003년 3월 27일 | 2004년 7월 2일 ~ 2005년 1월 28일)
- DR 태양 속으로  (2003년 1월 11일 ~ 2003년 3월 16일)
- AN 테니스의 왕자  (2003년 3월 31일 ~ 2003년)
- AN 틴 타이탄  (2005년 5월 17일 ~ 2005년)
- AN 톰과 제리 (2005년)
- DR 타짜 ( → )  HD (2008년 9월 16일 ~ 2008년 11월 25일)
- I 톡톡! 행복예감 ( → ) HD (2009년 2월 9일 ~ 2009년 7월 20일)
- DR 태양을 삼켜라 HD (2009년 7월 9일 ~ 2009년 10월 1일)
- DR 태양의 신부 HD (2011년 10월 24일 ~ 2012년 3월 30일)
- V 토요일이 좋다 HD (2015년 10월 17일 ~ 2016년 8월 20일)
- V 토요 스토리랜드 (2001년 2월 3일 ~ 2001년 4월 28일)
- DO 특집 다큐멘터리 HD (2009년 8월 12일 ~ )

## ㅍ
- AN 피구왕 통키 (1992년 12월 9일 ~ 1993년 3월 4일)
- AN 플랜더스의 개 (1994년)
- V 폭소 하이스쿨 (1996년 4월 4일 ~ 1997년 2월 27일)
- AN 파이팅! 대운동회 (1998년 6월 24일 ~ 1998년)
- AN 포켓몬스터  (1999년 7월 14일 ~ 2002년 11월 27일)
- DR 팝콘 (2000년 5월 24일 ~ 2000년 7월 13일)
- AN 포켓몬스터 DP  (2007년 9월 10일 ~ 2008년 3월 31일)
- F 파워포스 레인저 (2002년 12월 4일 ~ 2003년)
- AN 파워 퍼프 걸  (2002년 4월 15일 ~ 2002년)
- AN 포켓몬스터  (1999년 7월 14일 ~ 2002년 11월 27일)
- AN 포켓몬스터 AG  (2003년 7월 21일 ~ 2004년 7월 29일)
- AN 포켓몬스터 DP  (2007년 9월 10일 ~ 2008년 3월 31일)
- AN 포트리스 (2003년 8월 6일 ~ 2004년 6월 17일 | 2005년 7월 11일 ~ 2005년 8월 12일)
- AN 팽이대전 G블레이드  (2003년 9월 22일 ~ 2004년 3월 30일 | 2008년 12월 15일 ~ 2009년 4월 28일)
- DR 폭풍 속으로  (2004년 3월 13일 ~ 2004년 5월 30일)
- DR 파란만장 미스김 10억 만들기  (2004년 4월 7일 ~ 2004년 5월 27일)
- DR 파리의 연인  (2004년 6월 12일 ~ 2004년 8월 15일)
- I 패밀리스토리 (2005년 2월 3일 ~ 2005년 7월 1일)
- I 패티김 콘서트 HD (2005년 2월 7일)
- DR 핑구어리 HD (2005년 2월 10일)
- DR 패션 70's HD (2005년 5월 23일 ~ 2005년 8월 29일)
- DR 펜트하우스( → )  UHD (2020년 10월 26일 ~ 2021년 1월 5일)
- DR 펜트하우스 2( → )  UHD (2021년 2월 19일 ~ 2021년 4월 2일)
- DR 펜트하우스 3 UHD (2021년 6월 4일 ~ 2021년 9월 10일)
- AN 파닥파닥 비행선 (2005년 7월 8일 ~ 2006년 3월 31일)
- DR 프라하의 연인 HD (2005년 9월 24일 ~ 2005년 11월 20일)
- DR 푸른 물고기 HD (2007년 4월 7일 ~ 2007년 5월 27일)
- F 프리즌 브레이크 HD (2007년 5월 26일 ~ 2007년 9월 15일)
- F 프리즌 브레이크 2 HD (2008년 6월 14일 ~ 2008년 9월 6일)
- DR 파라다이스 목장 HD (2011년 1월 24일 ~ 2011년 3월 15일)
- DR 폼나게 살 거야 HD (2011년 9월 17일 ~ 2012년 3월 11일)
- DR 패션왕 HD (2012년 3월 19일 ~ 2012년 5월 22일)
- S 프로야구 중계석 HD (2002년 7월 9일 ~ 2002년 11월 12일, 2011년 3월 22일 ~ 2011년 11월 1일, 2012년 4월 3일 ~ 2012년 10월 30일, 2013년 3월 26일 ~ )
- S 풋볼매거진 골! HD (2011년 3월 24일 ~ )
- V 패션왕 코리아 1 HD (2013년 11월 24일 ~ 2014년 2월 2일)
- V 패션왕 코리아 2 HD (2014년 8월 16일 ~ 2014년 10월 25일)
- F 프로파일러》 (2001년)

## ㅎ
- V 현장 쇼! 주부만세 (1991년 12월 10일 ~ 1994년 4월 17일)
- DR 해빙기의 아침 (1992년 5월 11일 ~ 1992년 7월 7일)
- I 핫라인 70분의 선택 (1995년 10월 28일 ~ 1996년 3월 23일)
- DR 해빙 (1995년 11월 8일 ~ 1995년 12월 28일)
- DR 행복의 시작 (1996년 7월 20일 ~ 1996년 12월 29일)
- DR 형제의 강 (1996년 10월 2일 ~ 1997년 4월 3일)
- DR 화이트 크리스마스 (1997년 12월 17일 ~ 1998년 1월 8일)
- DR 홍길동 (1998년 7월 22일 ~ 1998년 9월 10일)
- V 호기심 천국 (1998년 3월 8일 ~ 2002년 10월 22일)
- DR 행진 (1999년 5월 31일 ~ 2000년 5월 13일)
- DR 해피투게더 (1999년 6월 16일 ~ 1999년 8월 5일)
- AN 하얀 마음 백구 (2000년 10월 20일 ~ 2000년 | 2003년 4월 3일 ~ 2003년)
- DR 허니! 허니! (2001년 5월 2일 ~ 2002년 1월 23일)
- AN 해로와 토레미 (2002년 1월 18일 ~ 2002년 8월 20일)
- DR 해뜨는 집  (2002년 10월 21일 ~ 2003년 5월 16일)
- VDR 헤이!헤이!헤이! (2002년 11월 5일 ~ 2003년 10월 28일)
- Q 헬로우 퀴즈짱 (2003년 1월 27일 ~ 2003년 10월 30일)
- DO 휴먼스토리 여자 (2003년 5월 12일 ~ 2004년 4월 30일)
- I 해결! 돈이 보인다 (2003년 7월 30일 ~ 2005년 11월 30일)
- DR 흥부네 박터졌네  (2003년 10월 27일 ~ 2004년 4월 29일)
- DR 형사  (2003년 11월 7일 ~ 2004년 2월 27일)
- DR 햇빛 쏟아지다  (2004년 2월 11일 ~ 2004년 4월 1일)
- I 학교 전설 (2004년 5월 8일 ~ 2005년 2월 26일)
- DR 형수님은 열아홉  (2004년 7월 28일 ~ 2004년 9월 23일)
- DR 혼자가 아니야  (2004년 10월 11일 ~ 2005년 2월 21일)
- DR 홍콩 익스프레스  (2005년 2월 16일 ~ 2005년 4월 7일)
- S 한수진의 선데이 클릭 (2005년 3월 6일 ~ 2007년 4월 19일)
- DR 해변으로 가요 HD (2005년 7월 30일 ~ 2005년 9월 11일)
- DR 하노이 신부 HD (2005년 9월 19일 | 2005년 10월 3일)
- ANI 하롱이의 영어나라 (2005년 12월 8일 ~ 2006년 2월 3일)
- I 희망TV 24 (2006년 5월 4일 ~ 2006년 5월 5일)
- VDR 헤이!헤이!헤이! 2 HD (2006년 11월 9일 ~ 2007년 9월 20일)
- F 히어로즈 HD (2008년 1월 5일 ~ 2008년 5월 31일)
- AN 홍길동 어드벤처 HD (2008년 1월 7일 ~ 2008년 4월 14일)
- DO 희망다큐 무지개 HD (2008년 1월 14일 ~ 2008년 8월 6일)
- V 하하몽쇼  (2010년 7월 4일 ~ 2010년 9월 12일)
- V 환상의 스타커플 최강전 HD (2010년 9월 22일)
- DR 호박꽃 순정 HD (2010년 11월 15일 ~ 2011년 5월 13일)
- V 한류 올림픽  HD (2011년 9월 13일)
- I 희망TV SBS 나눔, 행복으로 되돌아옵니다 HD (2011년 12월 22일)
- V 행진 - 친구들의 이야기 HD (2012년 2월 15일 ~ 2013년 2월 22일)
- V 한밤의 TV연예 HD (1995년 2월 9일 ~ )
- S 현장 21 HD (2011년 3월 22일 ~ 2014년 7월 1일)
- V 힐링캠프, 기쁘지 아니한가 HD (2011년 7월 18일 ~ 2016년 2월 1일)
- V 화신 - 마음을 지배하는 자 HD (2013년 2월 19일 ~ 2013년 10월 1일)
- DR 황금의 제국 HD (2013년 7월 1일 ~ 2013년 9월 17일)
- DR 해치 HD (2019년 2월 11일 ~ )
- I 해피투데이 (2015년 2월 6일 ~ 2015년 12월 18일)

## 숫자 또는 영문
- S SBS 뉴스쇼 (1991년 12월 11일 ~ 1992년 6월 28일)
- S SBS 스포츠뉴스 HD (1991년 12월 16일 ~ )
- S SBS 수도권뉴스 (1994년 2월 28일 ~ 1995년 4월 3일)
- S SBS 파워 스포츠 HD (2011년 3월 21일 ~ )
- S SBS 뉴스추적 (1997년 7월 1일 ~ 1998년 10월 18일, 1999년 10월 24일 ~ 2011년 3월 9일)
- S SBS 스포츠 스포츠 (1990년 초반)
- I SBS 생활영어 (1991년 12월 16일 ~ 1993년 4월 24일)
- I SBS 광고대상 (1991년 12월 31일)
- AN 007 제임스 본드 2세 (1992년)
- S SBS 시사기획 (1993년 4월 29일 ~ 1994년 8월 31일)
- V SBS 영화특급  HD (1991년 12월 14일 ~ 2011년 1월 2일)
- S SBS 일요포럼 (1993년 10월 24일 ~ 1994년 1월 23일)
- M TV 가요 20 (1994년 4월 24일 ~ 1998년 1월 25일)
- S SBS 뉴스라인 (1994년 10월 ~ 1998년 4월 3일)
- DR LA아리랑 (1995년 7월 10일 ~ 1996년 6월 28일)
- S SBS 뉴스 Q (1996년 10월 19일 ~ 1997년 6월 29일)
- S SBS 9시 뉴스 (1997년 3월 3일 ~ 1997년 6월 27일)
- DR O.K 목장 (1997년 3월 3일 ~ 1997년 5월 23일)
- DR 70분 드라마 (1997년 6월 15일 ~ 1998년 1월 23일)
- F ER (1997년 10월 28일 ~ 1998년 1월 17일)
- DR 9시 드라마 (1998년 1월 8일 ~ 1998년)
- I TV 탐험, 리얼 코리아 (1999년 10월 18일 ~ 2000년)
- DR TV영화 러브스토리 (1999년 12월 1일 ~ 2000년 1월 27일 | 2002년 8월 11일 ~ 2003년 4월 30일)
- I TV 특강 HD (2001년 ~ 2004년)
- Q TV 장학회 HD (2003년 11월 9일 ~ 2004년 2월 28일)
- DR 2004 인간시장  (2004년 3월 8일 ~ 2004년 5월 11일)
- S SBS 시사토론 HD (2004년 3월 12일 ~ 2013년 1월 18일)
- I TV 영어마을 (2005년 12월 1일 ~ 2007년 3월 15일)
- V TV 박스오피스 (2005년 ~ 2007년)
- DR 101번째 프러포즈 HD (2006년 5월 29일 ~ 2006년 7월 25일)
- I 2007 희망TV 24 (2007년 4월 20일 ~ 2007년 4월 21일)
- DR 8월에 내리는 눈 HD (2007년 6월 8일 ~ 2007년 8월 17일)
- I UCC 과학탐험대 (2007년 9월 19일 ~ 2008년 11월 27일)
- M 2007 인천 펜타포트 락 페스티벌 HD (2007년 8월 16일 | 2008년 7월 22일 ~ 2008년 7월 24일)
- I TV로펌 솔로몬 HD (2008년 4월 21일 ~ 2009년 9월 28일)
- V TV 오아시스 HD (2008년 5월 8일 ~ 2008년 10월 23일)
- I REC  HD (2008년 12월 23일)
- S ISU 4대륙 피겨선수권 대회(캐나다) (2009년 2월 5일 ~ 2009년 2월 9일)
- I 2010 희망TV 24 HD (2010년 5월 7일 ~ 2010년 5월 8일, 2010년 10월 22일 ~ 2011년 1월 1일)
- S 2010 올 댓 스케이트 서머 HD (2010년 7월 23일)
- S 2010 올 댓 스케이트 LA HD (2010년 10월 3일)
- V The 빅뱅쇼 HD (2011년 2월 27일)
- DR 49일 HD (2011년 3월 16일 ~ 2011년 5월 19일)
- I 2011 희망TV 24 HD (2011년 5월 5일 ~ 2011년 5월 6일)
- S 2011 올 댓 스케이트 스프링 HD (2011년 5월 8일)
- S 2011 올 댓 스케이트 서머 HD (2011년 8월 15일)
- I 2011 SBS 창작 애니메이션 대상 시상식  HD (2011년 10월 7일)
- V 2011 슈퍼모델 선발대회  HD (2011년 10월 21일)
- I 2011 희망TV SBS HD (2011년 11월 10일 ~ 2011년 11월 12일)
- I 2011 한국뮤지컬대상 시상식  HD (2011년 11월 14일)
- M 2012 K-POP 콜렉션  HD (2012년 4월 2일)
- I 2012 희망TV SBS HD (2012년 5월 4일 ~ 2012년 5월 5일)
- M 2012 패티김 은퇴기념 콘서트 - 이별 HD (2012년 6월 7일)
- M We Are The Champion  HD (2012년 7월 28일)
- V 2012 런던 올림픽 HD (2012년 7월 28일 ~ 2012년 8월 13일 | 2012년 9월 20일 ~ 2012년 9월 26일 | 2012년 10월 16일 ~ 2012년 10월 28일)
- M K-POP 슈퍼콘서트 in 여수엑스포 HD (2012년 8월 9일)
- M 2012 인천 K-POP 콘서트  HD (2012년 10월 3일)
- M 2012 서울 재즈 페스티벌  HD (2012년 10월 4일)
- I 2012 한국뮤지컬대상 시상식  HD (2012년 10월 30일)
- M 2012 K-POP 콜렉션 in 오키나와  HD (2012년 11월 1일 | 2012년 12월 17일)
- V 2012 슈퍼모델 선발대회  HD (2012년 11월 9일)
- M K-POP 슈퍼콘서트 in 아메리카 HD (2012년 12월 23일)
- V 2013 SBS 드라마 특별 시사회 - 그 남자, 그 여자와 데이트  HD (2013년 1월 8일)
- M 2013 양양 K-POP 콘서트 HD (2013년 3월 2일)
- I 2013 희망TV SBS HD (2012년 5월 10일 ~ 2012년 5월 11일)
- S SBS 8 뉴스 HD (1991년 12월 9일 ~ 1997년 2월 28일, 1997년 6월 30일 ~ )
- S SBS 나이트라인 HD (1991년 12월 9일 ~ )
- S SBS 뉴스퍼레이드 HD (1991년 12월 10일 ~ )
- S SBS 뉴스 (600) HD (1991년 12월 10일 ~ )
- S SBS 스포츠 HD (1991년 12월 10일 ~ )
- M SBS 인기가요 ( → ) HD (1991년 12월 15일 ~ 1993년 10월 17일, 1998년 2월 1일 ~ )
- S SBS 뉴스 (700) HD (1993년 5월 9일 ~ )
- V SBS 연기대상 HD (1993년 12월 31일 ~ )
- M SBS 가요대전 HD (1997년 12월 29일 ~ )
- I SBS 골프 HD (1998년 11월 7일 ~ )
- V TV 동물농장 HD (2001년 5월 1일 ~ )
- DO SBS 스페셜 HD (2005년 7월 10일 ~ )
- ANI SBS 애니갤러리 HD (2007년 11월 2일 ~ )
- V SBS 연예대상 HD (2007년 12월 28일 ~ )
- S SBS 뉴스와 생활경제 (1998년 4월 6일 ~ 2009년 10월 1일)
- S SBS 뉴스 (1500) HD (2005년 12월 1일 ~ 2015년 11월 20일)
- S SBS 뉴스 (1010) HD (2008년 12월 1일 ~ )
- S SBS 12 뉴스 HD (2009년 10월 5일 ~ )
- SI SBS 생활경제 HD (2009년 10월 5일 ~ )
- I SBS 컬처클럽 HD (2010년 10월 7일 ~ )
- V SBS 지식나눔 콘서트 - 아이러브 인 ( → ) HD (2012년 1월 29일 ~ 6월 17일, 2012년 9월 9일 ~ 12월 23일, 2013년 6월 15일 ~ )
- M SBS 새잎동요제 HD (2012년 10월 4일 ~ )
- S SBS 5 뉴스 HD (2012년 10월 29일 ~ )
- S SBS 토론 공감 HD (2013년 2월 14일 ~ )
- S 주영진의 뉴스브리핑 HD (2015년 11월 23일 ~ )

## 같이 보기
- 한국방송공사의 텔레비전 프로그램 목록
- 한국교육방송공사의 텔레비전 프로그램 목록
- 문화방송의 텔레비전 프로그램 목록
- OBS경인TV의 텔레비전 프로그램 목록
- KNN의 텔레비전 프로그램 목록
- tvN의 텔레비전 프로그램 목록
- OCN의 텔레비전 프로그램 목록
- JTBC의 텔레비전 프로그램 목록
- 매일방송의 텔레비전 프로그램 목록
- TV조선의 텔레비전 프로그램 목록
- 채널A의 텔레비전 프로그램 목록